# Reza
Reza je žensko osebno ime.

## Izvor imena
Ime Reza je različica ženskega osebnega imena Terezija.

## Pogostost imena
Po podatkih Statističnega urada Republike Slovenije je bilo na dan 31. decembra 2007 v Sloveniji število ženskih oseb z imenom Reza: 12.

## Osebni praznik
Osebe z imenom Reza lahko godujejo takrat kot osebe z imenom Terezija.